# Hexatoma (Eriocera) flavimarginata
Hexatoma (Eriocera) flavimarginata is een tweevleugelige uit de familie steltmuggen (Limoniidae). De soort komt voor in het Palearctisch gebied.